# Mi-30
Mi-30 (ros. Ми-30) – niezrealizowany projekt radzieckiego samolotu pionowego startu i lądowania VTOL lub krótkiego startu i lądowania STOL. Samolot miał być zmiennowirnikowcem, w którym efekt pionowego lotu uzyskiwano dzięki obracaniu względem nieruchomego płata silników umieszczonych na końcach skrzydeł. Podobne rozwiązanie zastosowano w amerykańskim samolocie V-22 Osprey.

## Historia
Koncepcja tego typu konstrukcji powstała w biurze konstrukcyjnym Michaiła Mila w 1972 roku. Miała być to maszyna pasażersko-towarowa zdolna do transportu 19 pasażerów lub 2 ton ładunku. Przewidywano, że będzie zdolna zastąpić używane powszechnie śmigłowce Mi-8. Jednym z powodów rozpoczęcia prac nad tego typu konstrukcją był sukces amerykańskiej maszyny Bell XV-15. Pracę nie miały wysokiego priorytetu i dopiero na początku lat 80. XX wieku, rozporządzeniem rządowym postanowiono o budowie samolotu w planie na lata 1986 - 1995. Maszyna miała być gotowa do lotu w 1996 roku. Przewidywano również powstanie wersji wojskowej, w której zamierzano zastosować mocniejsze silniki. Sytuacja ekonomiczna schyłkowych lat istnienia Związku Radzieckiego nie pozwoliła jednak na realizację tych zamierzeń. Tym bardziej katastrofalny kryzys ekonomiczny z początku lat 90. nie sprzyjał kontynuacji prac projektowych.

## Konstrukcja
Mi-30 miał być dwusilnikowym, górnopłatem z trójpodporowym, chowanym podwoziem z przednim podparciem. Na końcach skrzydeł przewidywano zainstalowanie silników turbowałowych Klimow TW3-117, których obrót względem nieruchomej płaszczyzny skrzydeł miał pozwolić na start w warunkach VTOL lub STOL. Kadłub o konstrukcji półskorupowej. Jeden z projektów zakładał wykorzystanie układu konstrukcyjnego zwanego kaczką, w którym ster wysokości znajduje się w części dziobowej przed skrzydłami. W takim przypadku skrzydła miały być przesunięte bliżej ogona samolotu (pozbawionego usterzenie poziomego). Przewidywano wybudowanie trzech wersji maszyny. Pasażerskiej Mi-30S zdolnej do transportu 21 pasażerów, Mi-30D przewożącej 11 osób oraz Mi-30L zabierającej na pokład siedmiu pasażerów.